# 電気録音

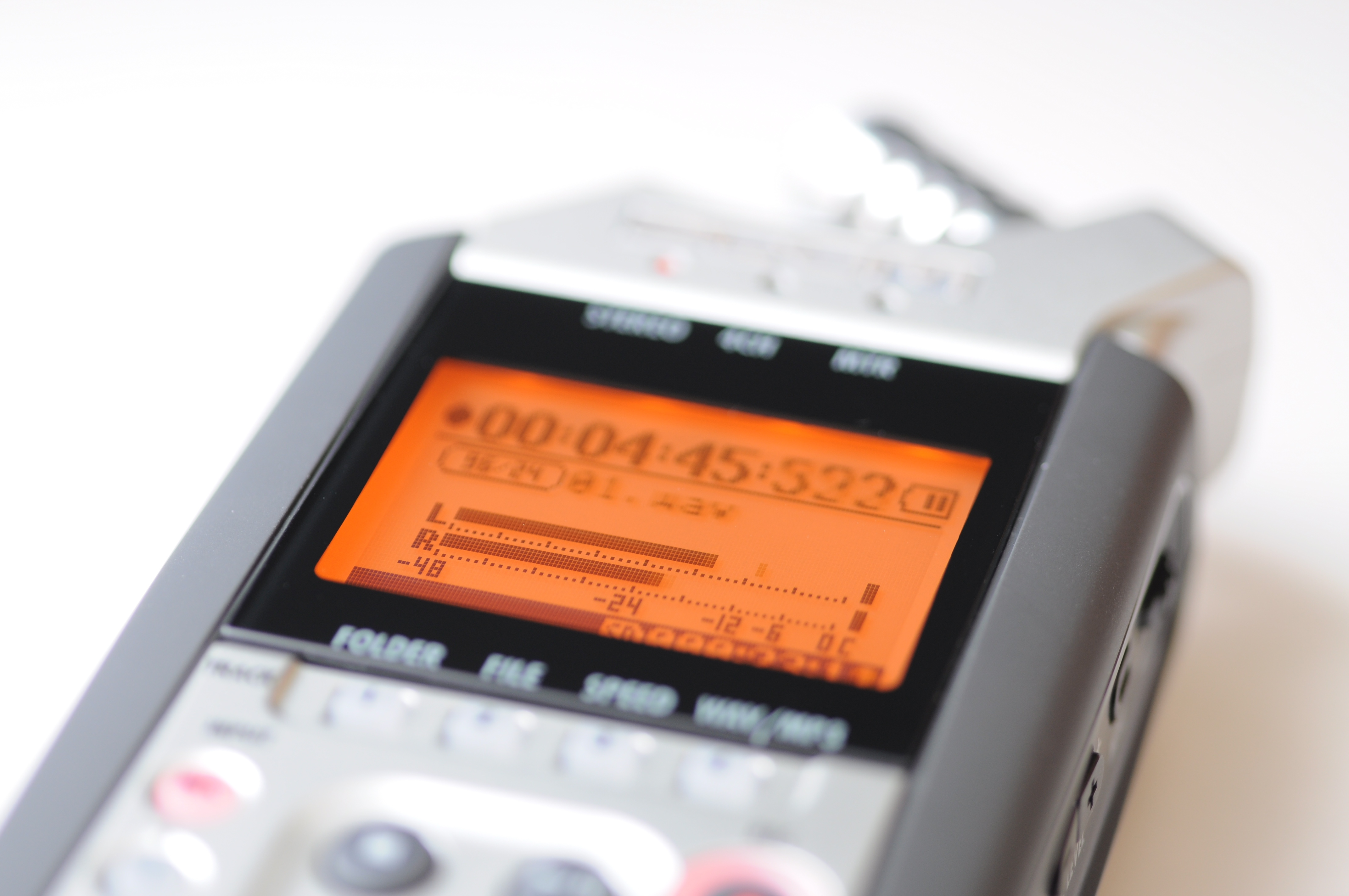
デジタルオーディオレコーダーのオーディオレベル表示 (Zoom H4n)

電気録音（でんきろくおん）とは、音楽録音において現在普通に行われる、楽器や歌手の演奏をマイクロフォンにより電気信号に変換した上で録音する方式であり、それまでの音響・機械的振動のみを用いた記録方式であるアコースティック録音と区別する。
初期には信号の調整後直接レコードの原盤（ラッカー盤）をカッティングしたが、録音機の発明とともにいったん記録したテープなどを介して間接的にカッティングが行われるようになった。
その結果、テープ上で編集を行うことができるようになったため、演奏家は最初から最後までミスの無い演奏を行うことを必須とされなくなったが、それはメリットであると同時に演奏の緊張感を損なう欠点であるという見方も長らくあった。
しかし、アコースティック録音時代の記録媒体はSPレコードであったため、最大でも5分程度しか演奏を続けることは無かった。かつてはオペラの一幕はおろか、交響曲の1楽章すら通して録音することは無かった。
演奏会を行わないことで有名だったピアニストのグレン・グールドは、変奏曲の各変奏を順序も別々に録音して制作したレコードを作ったこともあったし、オペラなどは出演する歌手のスケジュールに合わせるため、楽譜の順番どおり録音されることはめったに無い。そうした録音セッションを通して演奏の質を確保することに力を注ぎ、結果に責任を持つのは、演奏家だけではなくレコーディング・プロデューサーの重要な仕事である。